# سيمون فان زيلست
سيمون فان زيلست (بالهولندية: Simon van Zeelst)‏ (23 فبراير 1994 في هولندا - ) هو لاعب كرة قدم هولندي في مركز الوسط. لعب مع آر كي سي فالفيك وفيلم تو تيلبورغ وJVC Cuijk ‏.

## وصلات خارجية
- سيمون فان زيلست على موقع قاعدة بيانات كرة القدم.إي يو (الإنجليزية)
- سيمون فان زيلست على موقع Soccerbase.com (لاعب) (الإنجليزية)
- سيمون فان زيلست على موقع Soccerway.com (الإنجليزية)